# Réserve marine d'Anaunau
La réserve marine d'Anaunau (anciennement connue sous le nom Namoui) est une réserve marine située au sud de Niue, un État insulaire océanien de Polynésie. La superficie de la réserve est de 27,67 hectares,.